# Философский теизм

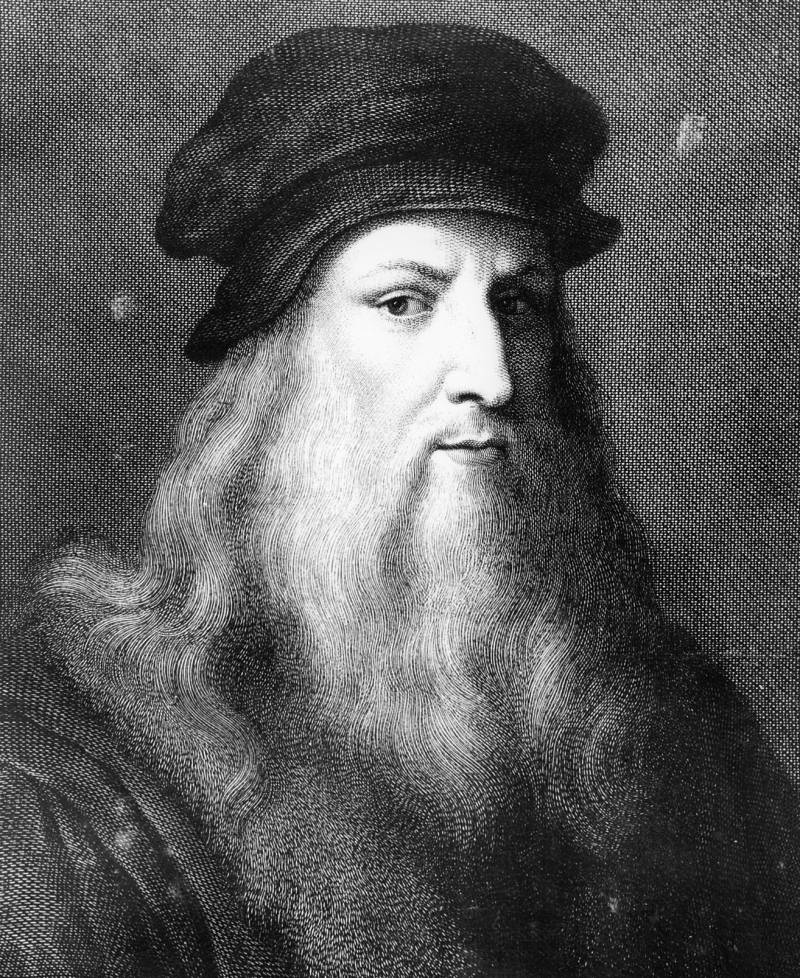
О вы, смотрящие на эту нашу машину, не печальтесь, что с другими вам суждено умереть, но радуйтесь тому, что наш Творец наделил нас таким превосходным инструментом, как интеллект.

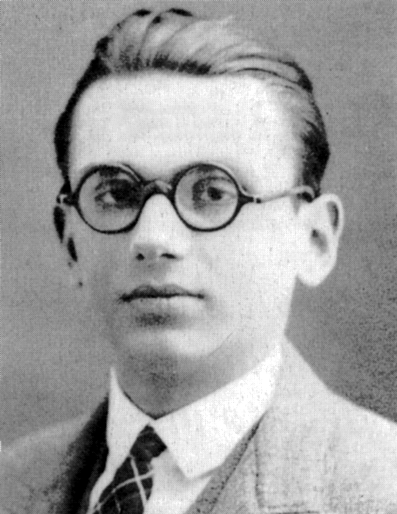
Курт Гёдель, выдающийся математик, логик, философ математики. Выдвинул формальный аргумент в пользу существования Бога.

Философский теизм — это вера в то, что Высшее Существо существует (или должно существовать) независимо от учения или откровения какой-либо конкретной религии. Она представляет собой веру в Бога полностью без доктрины, за исключением того, что может быть распознано разумом и созерцанием законов природы. Некоторые философские теисты убеждены в существовании Бога с помощью философских аргументов, в то время как другие считают, что у них есть религиозная вера, которая не нуждается или не может быть подкреплена рациональными аргументами.
Философский теизм имеет параллели с философским взглядом 17 века, называемым деизмом.

## Отношение к традиционной религии
Философский теизм понимает природу как результат целенаправленной деятельности и, таким образом, как умопостигаемую систему, открытую человеческому пониманию, хотя, возможно, никогда не постижимую полностью. Это подразумевает веру в то, что природа упорядочена в соответствии с каким-то последовательным планом и проявляет единую цель или намерение, каким бы непостижимым или необъяснимым оно ни было. Однако теисты-философы не поддерживают и не придерживаются теологии или доктрин какой-либо традиционной религии или церкви. Они могут принять аргументы или наблюдения о существовании бога, выдвинутые теологами, работающими в какой-либо религиозной традиции, но отвергнуть саму традицию. (Например, теист-философ может соглашаться с некоторыми христианскими аргументами о Боге, тем не менее отвергая христианство.)

## Известные философы-теисты
- Фалес Милетский (624—546 до н. э.) был досократовским греческим философом и математиком из Милета в Малой Азии. Многие, в первую очередь Аристотель, считают его первым философом греческой традиции. По словам Генри Филдинга, Диоген Лаэртиус утверждал, что Фалес изложил «независимое предсуществование Бога от всей вечности», заявив, что «Бог был старейшим из всех существ, поскольку он существовал без предыдущей причины даже в способе зарождения; что мир был самым прекрасным из всех вещей; ибо он был создан Богом»[2].
- Сократ (469—399 до н. э.) был классическим греческим афинским философом; он является самым ранним известным сторонником телеологического аргумента,[3] хотя точно не известно отказался ли он от многобожия.
- Аристотель (384—322 до н. э.) описал доводы, которые в настоящее время известны как «космологические аргументы» в пользу Бога (или «первопричины»).[4]
- Хрисипп Сольский (279—206 до н. э.) был греческим философом-стоиком. Хрисипп стремился доказать существование Бога, используя телеологический аргумент: «Если есть что-то, чего человечество не может произвести, то существо, которое производит это, лучше человечества. Человечество не может производить то, что есть во вселенной — небесные тела и т. д. Следовательно, существо, производящее их, выше человечества. Но кто выше человечества, кроме Бога? Следовательно, Бог существует»[5].
- Марк Туллий Цицерон (106-43 гг. до н. э.) был римским философом, государственным деятелем, юристом, политическим теоретиком и римским конституционалистом.
- Плотин (204—270 гг. н. э.) был крупным философом древнего мира. В его философии выделяют три начала: Единое, Разум и Душа.
- Леонардо да Винчи (1452—1519) был итальянским эрудитом. Его принято считать одним из величайших художников всех времен. По словам биографа Дианы Апостолос-Кападоны: «Он нашел доказательства существования и всемогущества Бога в природе — свете, цвете, ботанике, человеческом теле — и в творчестве»[6] Марко Роши, автор книги «Скрытый Леонардо да Винчи».(1977) отмечает, что для Леонардо «[человек] является делом рук Бога, который сохраняет мало связей с традиционной ортодоксией. Но человек решительно не является простым „инструментом“ своего Творца. Он сам является „машиной“ необычайного качества и мастерства и, таким образом, является доказательством рациональности природы».
- Христиан Гюйгенс (1629—1695) — выдающийся голландский математик и ученый. Гюйгенс был первым, кто сформулировал то, что сейчас известно как второй закон движения Ньютона, в квадратичной форме. Науку он рассматривал как форму «поклонения», то есть можно служить Богу, изучая и восхищаясь его творениями: «И мы будем поклоняться и почитать того Бога, Творца всего сего, будем восхищаться и поклоняться Его Промыслу и чудесной Мудрости, которая проявляется и проявляется во всей Вселенной, к смущению тех, кто хочет, чтобы Земля и все вещи были образованы перетасовкой Скопления Атомов или были безначальными».[7]
- Сэр Исаак Ньютон (1642—1726) был выдающимся математиком, которого и сейчас считают одним из трех величайших математиков всех времен. Ньютон был известен своим интересом к библейскому богословию, он сказал о Священных Писаниях: «Мы считаем Писания Божьи самой возвышенной философией. Я нахожу в Библии больше верных признаков подлинности, чем в какой бы то ни было светской истории». Ньютон отвергал учение о троице, он также отрицал признание божественности Иисуса. К сожалению, его труды по философии были обнаружены Кейнсом довольно поздно.[8]
- Готфрид Вильгельм Лейбниц (1646—1716) был выдающимся немецким эрудитом, считающимся отцом цифровых вычислений. Как философ он доказывал существование Бога философскими методами. Лейбниц писал: «Даже предполагая, что мир вечен, нельзя избежать обращения к единой причине вселенной за пределами этого мира, то есть к Богу».[9]
- Эмили дю Шатле (1706—1749) была французским математиком, физиком, ее самым выдающимся достижением считается ее перевод и комментарий к работе Исаака Ньютона Principia Mathematica. По словам Дю Шатле, «изучение природы возвышает нас к познанию высшего существа; эта великая истина даже более необходима, если это возможно так сказать, для хорошей физики, чем для морали, и она должна быть началом и заключением всех наших исследований в этой науке»[10].
- Томас Джефферсон (1743—1826) был американским отцом-основателем, главным автором Декларации независимости Соединенных Штатов. Он доказывал существование Бога на телеологических основаниях, не апеллируя к божественному откровению.[11]
- Людвиг ван Бетховен (1770—1827) Ключевая фигура в западной музыкальной культуре. Его творчество знаменует переход между классической и романтической эпохами. Он до настоящего времени остается одним из самых влиятельных композиторов. Бетховен утверждал, что «если порядок и красота отражаются в строении вселенной, то есть Бог».[12]
- Николя Леонар Сади Карно (1796—1832) был французским военным инженером и физиком, которого часто называют «отцом термодинамики». Как деист, он верил в божественную причинность, заявляя, что «то, что для невежественного человека является случайностью, не может быть случайностью для более образованного», но он не верил в божественное наказание грешников. Он критиковал устоявшиеся догматы религии, хотя в то же время высказывался за «веру во всемогущее Существо, которое любит нас и наблюдает за нами».[13]
- Иоганн Карл Фридрих Гаусс (1777—1855) Иногда его называют «Princeps mathematicorum» (лат. «Выдающийся из математиков») и «величайшим математиком со времен античности». "По словам биографа Даннингтона, религия Гаусса была основана на поиске истины. Он верил в «бессмертие духовной индивидуальности, в личностное постоянство после смерти, в последний порядок вещей, в вечного, праведного, всезнающего и всемогущего Бога»[14].
- Сэр Ричард Оуэн (1804—1892) был сравнительным анатомом и палеонтологом. Он написал большое количество научных работ, но, вероятно, сегодня его лучше всего помнят за то, что он придумал слово Dinosauria (что означает «Ужасная рептилия» или «Ужасно великая рептилия»). Оуэна также помнят за его откровенную оппозицию теории эволюции Чарльза Дарвина про путь естественного отбора. Он писал: «Удовлетворение, испытываемое правильно устроенным разумом, всегда должно быть велико при признании пригодности частей для их соответствующей функции … предвидящие действия Единой Причины всей организации поразительно проявляются для нашего ограниченного разума».[15]
- Авраам Линкольн (1809—1865) был 16-м президентом Соединенных Штатов с марта 1861 года до своего убийства в апреле 1865 года. По словам Джеймса У. Киза, «причина, которую он видел основанием для своей веры [в «Творца всего сущего»], заключалась в том, что, учитывая порядок и гармонию всей природы, которую все видели, было бы более чудесно принимать за возникшую случайно, чем принять вселенную созданную и устроенную какой-то великой мыслительной силой».[16]
- Альфред Рассел Уоллес (1823—1913) был британским натуралистом, биологом и одним из первооткрывателей естественного отбора. С годами Уоллес начал сомневаться в своей собственной теории естественного отбора и отстаивал телеологическую форму эволюции. В письме Джеймсу Маршану он писал: «Полностью материалистический ум моей юности и ранней зрелости постепенно превратился в социалистический, спиритуалистический и теистический. ум, который я сейчас выставляю».[17]
- Чарльз Сандерс Пирс (1839—1914) был американским философом, логиком, математиком и ученым, который в своих работах привел аргументы в пользу реальности Бога и в пользу гипотезы о Боге как Необходимом Существе.[18]
- Альфред Норт Уайтхед (1861—1947) был английским математиком и философом, который обнаружил, что развитие новаторской философии привело к включению Бога в систему устройства мира.
- Генри Труро Брей (1846—1922) был англо-американским священником, философом и врачом, который продвигал тип философского теизма в своей книге «Живая Вселенная».[19][20]
- Джон Эван Тернер (1875—1947) был валлийским философом-идеалистом. Отстаивал взгляды идеалистического теизма в своих книгах «Личность и реальность» (1926) и «Природа божества» (1927).[21][22]
- А. С. Юинг (1899—1973) был английским философом, написавшим в 1973 году книгу «Ценность и реальность: философские доводы в пользу теизма».[23][24]
- Курт Гёдель (1906—1978) был выдающимся математическим логиком двадцатого века, который описал свою теистическую веру как независимую от теологии.[25] Он также описал формальный аргумент в пользу существования Бога, известный как онтологическое доказательство Гёделя.
- Мартин Гарднер (1914—2010) был писателем-математиком и научным писателем, который защищал философский теизм, отрицая при этом откровение и мистические чудеса. Гарднер считал, что многие либеральные протестантские проповедники, такие как Гарри Эмерсон Фосдик и Норман Винсент Пил, на самом деле были философами-теистами, не признавая (или не осознавая) этого факта.[26]